# Двухсторонняя очередь

Двусвязная очередь (жарг. дэк, дек от англ. deque — double ended queue; двусторонняя очередь, очередь с двумя концами) — абстрактный тип данных, в котором элементы можно добавлять и удалять как в начало, так и в конец. Может быть реализована при помощи двусвязного списка.

## Типовые операции
- PushBack — добавление в конец очереди.
- PushFront — добавление в начало очереди.
- PopBack — выборка из конца очереди.
- PopFront — выборка из начала очереди.
- IsEmpty —  проверка наличия элементов.
- Clear —  очистка.